# Усков, Алексей Алексеевич
Алексе́й Алексе́евич Уско́в (1902—1984) — главный инженер комбината «Ростовуголь», Ростовская область.

## Биография
Родился в 1902 году в станице Усть-Медведицкая Области войска Донского (ныне Серафимович, Волгоградская область) в крестьянской семье. Окончил в 1913 году приходское училище, перешел в реальное училище, затем — в школу второй ступени. В 1919—1921 годах — в Красной Армии. Участник Гражданской войны. После демобилизации, учился в девятилетке,
в 1928 году окончил Донской политехнический институт в Новочеркасске. С этого времени трудился в угольной промышленности, где прошел путь от простого рабочего до заместителя министра угольной промышленности СССР. В 1932 году вступил в ВКП(б)/КПСС. В 1937 году назначен главным инженером шахты имени Артема, а затем — главным инженером крупнейшей в Донбассе шахты имени ОГПУ. С января
1942 года — главный инженер треста «Несветайантрацит». В период оккупации Новошахтинска немецко-фашистскими войсками, эвакуировался в город Ленинск-Кузнецкий Кмереовской области, где работал главным
инженером шахты имени Кирова. В 1944 году вновь назначен главным инженером треста «Несветайантрацит». Под его руководством шахты № 7, № 5, имени Кирова, Западная-Капитальная, имени ОГПУ были досрочно восстановлены и трест добился освоения довоенной добычи угля. С ноября 1947 по 1955 год — главный инженер комбината «Ростовуголь».
Указом Президиума Верховного Совета СССР от 28 августа 1948 года за выдающиеся успехи в деле увеличения добычи угля, восстановления и строительства угольных шахт и внедрения передовых методов работы, обеспечивших значительный рост производительности труда Ускову Алексею Алексеевичу присвоено звание Героя Социалистического Труда с вручением ордена Ленина и золотой медали «Серп и Молот».
В 1955—1972 годах — председатель Научно-технического горного общества (НТГО). С 1972 года — на пенсии. Жил в Москве. Умер 18 ноября 1984 года. Похоронен на Кунцевском кладбище в Москве.

## Награды
- Герой Социалистического Труда (28.08.1948)
- три ордена Ленина (01.01.1948; 28.08.1948; 29.08.1953)
- орден Октябрьской революции (03.10.1972)
- орден Трудового Красного Знамени (04.09.1948)
- медали, в том числе «За боевые заслуги» (28.10.1967)[1]
- знак «50 лет пребывания в КПСС»
- знак «Шахтёрская слава» трёх степеней